# Ampliación Ceiba Bonita
Ampliación Ceiba Bonita är en ort i Mexiko.   Den ligger i kommunen Minatitlán och delstaten Veracruz, i den sydöstra delen av landet, 500 km öster om huvudstaden Mexico City. Ampliación Ceiba Bonita ligger 22 meter över havet och antalet invånare är 128.
Terrängen runt Ampliación Ceiba Bonita är platt. Runt Ampliación Ceiba Bonita är det ganska glesbefolkat, med 29 invånare per kvadratkilometer. Närmaste större samhälle är Cuichapa, 19,5 km norr om Ampliación Ceiba Bonita. Omgivningarna runt Ampliación Ceiba Bonita är en mosaik av jordbruksmark och naturlig växtlighet.